# 沈其震
沈其震（1906年2月7日—1993年6月16日），男，湖南长沙人，中华人民共和国医学家。担任新四军军医处长。大连医学院院长，中央卫生研究院院长，中国医学科学院副院长。1954年，当选第一届全国人民代表大会代表。